# Spelyngochthonius provincialis
Spelyngochthonius provincialis är en spindeldjursart som beskrevs av Max Vachon och Heurtault-Rossi 1964. Spelyngochthonius provincialis ingår i släktet Spelyngochthonius och familjen käkklokrypare. Inga underarter finns listade i Catalogue of Life.